# Chiesa di San Francesco (Sarzana)
La chiesa di San Francesco è un luogo di culto cattolico situato nel comune di Sarzana, in piazza San Francesco, in provincia della Spezia. La chiesa è sede della parrocchia omonima del vicariato di Sarzana della diocesi della Spezia-Sarzana-Brugnato.
L'annesso convento fu per un lungo periodo sede del tribunale sarzanese, fino alla sua soppressione. Oggi gli spazi del convento sono occupati da uffici e associazioni locali.

## Storia e descrizione

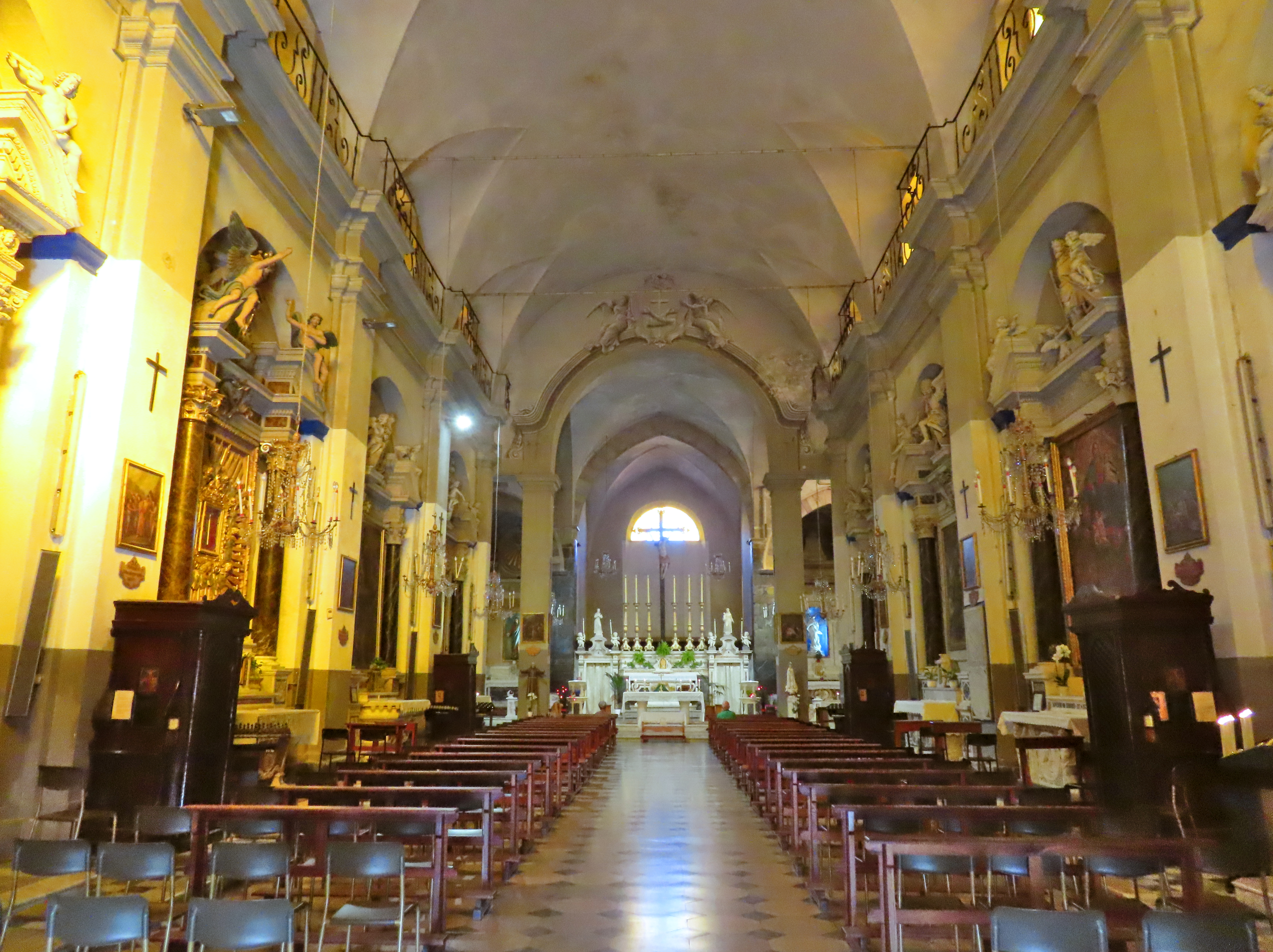
Navata

La chiesa di San Francesco sorge su una piazza appena fuori delle mura. 
La prima notizia documentata dell'edificio religioso risale al 1238, anche se la tradizione vuole che già san Francesco stesso passò da Sarzana e fondò il convento. Chiesa e convento furono tra le istituzioni più antiche dell'ordine francescano. Alla fine del XIII secolo il convento era ancora in costruzione, mentre nel XV secolo fu ampliato con il dormitorio ed il chiostro.
La chiesa si presenta con una facciata a capanna, aperta da un finestrone semicircolare che illumina l'interno. Sopra il portale è una lunetta del XVII secolo che rappresenta la Vergine con il Bambino. Nell'architrave marmoreo è raffigurato san Bernardino da Siena circondato dal cordone francescano, segno della presenza dei frati Minori Osservanti, che presero il posto dei francescani nel 1462.
L'impianto è a croce latina e ad unica navata.
Nel transetto sinistro si trovano il monumento sepolcrale del 1328 di Guarnerio degli Antelminelli, figlio di Castruccio Castracani, morto ancora bambino nel 1322, opera del pisano Giovanni di Balduccio e, di fronte, la tomba del vescovo Bernabò Malaspina (1338).
Sulla porta della sacrestia è una lunetta affrescata che rappresenta il Cristo in pietà fra santa Chiara e san Francesco, attribuita a Priamo della Quercia, fratello del più noto Jacopo. La cappella centrale ospita il coro ligneo e l'altare maggiore settecentesco, ornato di putti marmorei con le statue di San Francesco e Sant'Antonio.
Diverse le opere pittoriche e scultoree qui conservate: nel primo altare destro la tela dell'Adorazione dei pastori di Domenico Fiasella o forse attribuito a Gherardo delle Notti; nel secondo altare la Madonna in trono col Bambino e i santi Pietro, Girolamo, Antonio e Giovanni Battista di Antonio da Carpena detto il Carpenino; nella cappella a sinistra della maggiore il dipinto della Madonna in trono col Bambino e santi, fedele riproduzione della tela, datata al 1528 di Andrea del Sarto, commissionata per questa chiesa e distrutta nella seconda guerra mondiale a Berlino; al quarto altare sinistro, del Fiasella, una Madonna col Bambino e i santi Bernardino e Salvatore da Orta; in controfacciata l'Adorazione dei Magi di Tommaso Clerici del 1656.
A memoria della cinquecentesca presenza tedesca nel borgo di Sarzana - diversi furono i mercenari germanici al servizio della Repubblica di Genova - sono visibili nella chiesa due particolari iscrizioni in lingua latina e in austro bavarese arcaico, testimonianze rare se non uniche di questo genere in Italia. La prima iscrizione è su una lapide che si trova nella parete della facciata interna e ricorda un alfiere porta insegne deceduto nel 1528; la seconda è in un bassorilievo collocato all'esterno della chiesa, sopra la porta sinistra della facciata, e testimonia la fondazione nel 1577 di un cimitero per mercenari tedeschi. I due personaggi rappresentati, inginocchiati sotto la croce di Cristo, raffigurerebbero il capitano delle milizie tedesche e il capitano della guarnigione di Sarzana.

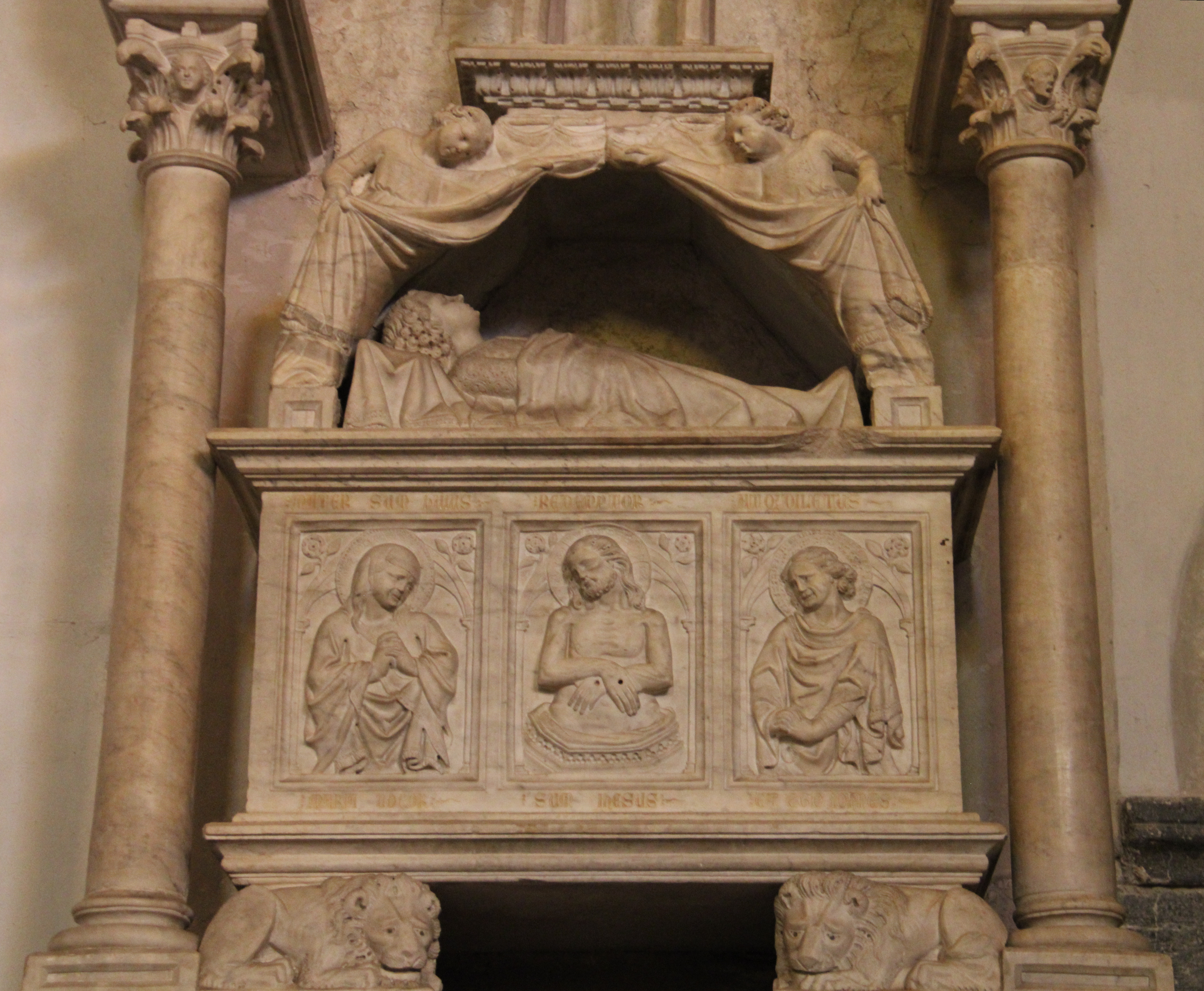
Giovanni di Balduccio, Sepolcro di Guarnerio degli Antelminelli, sec. xiv
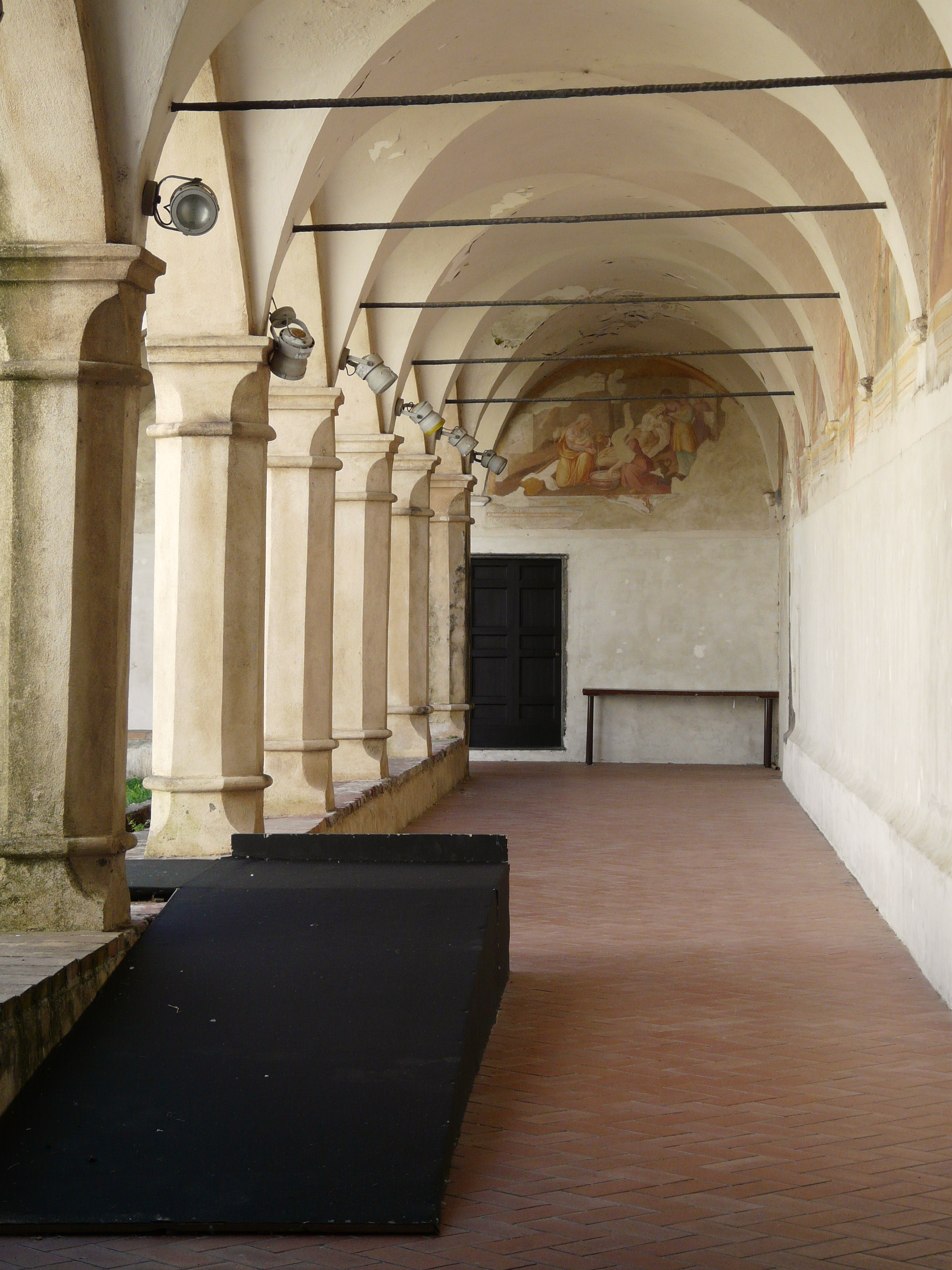
Il chiostro del convento
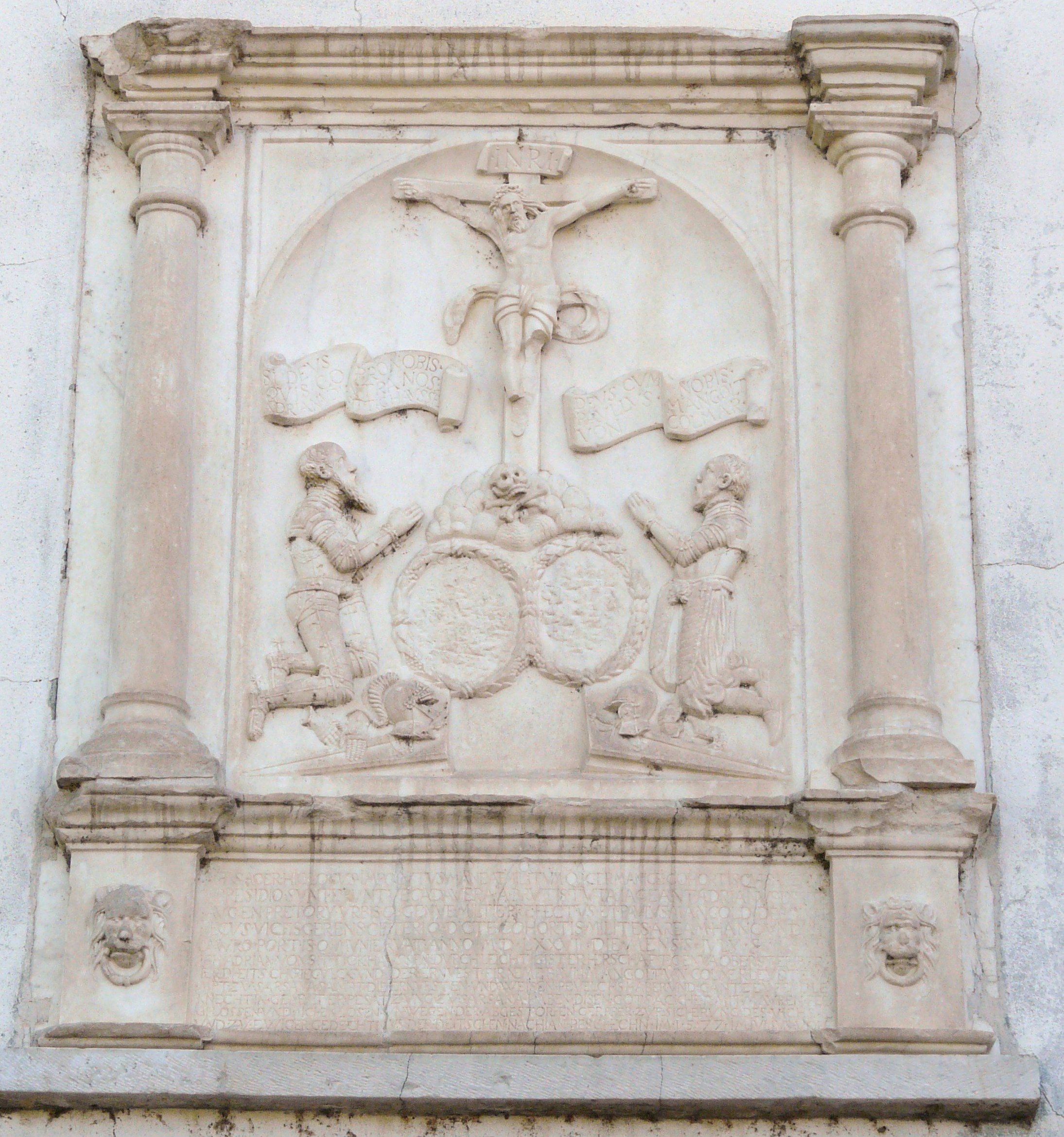
Il bassorilievo a ricordo della fondazione del cimitero per mercenari tedeschi